# Владимир Манчев
Вижте пояснителната страница за други личности с името Манчев.
Владимир Иванов Манчев е бивш български футболист, треньор. 
Част е от титулярния състав на националите за Евро 2004.

### Ранни години
Владимир Манчев започва с футболната си кариера в родния си град Пазарджик, където играе за юношеските формации на ФК Хебър. През 1996 е привлечен в юношеската формация на ЦСКА. Преотстъпен е на Спартак (Плевен) през лятото на същата година, където играе и един сезон в А група. През следващия сезон е част от състава на Янтра, а през пролетта на 1998 отново е част от Хебър, където е забелязан от Димитър Пенев и върнат в ПФК ЦСКА (София) през лятото на годината.

### Професионална кариера
Манчев се включва успешно в ЦСКА, където си партнира в атака с Димитър Бербатов, Любослав Пенев и Асен Букарев. За престоя си в ЦСКА Манчев вкарва 41 гола за 86 мача. През сезон 2001/02 на А група става голмайстор на България и печели приза Футболист на футболистите. През лятото на 2002 е продаден на френския гранд Лил за 4,5 млн. лева. Нападателят се включва успешно във френския отбор, където остава до есента 2004 г., когато е продаден на испанския Леванте. За два сезона с Леванте Манчев изиграва 60 мача и вкарва 20 гола, като успява да помогне на отбора си да се завърне в Примера дивисион. През сезон 2006/07 той постепенно губи титулярното си място и през януари 2007 е преотстъпен на Реал Валядолид в Сегунда дивисион. Във Валядолид изиграва 17 мача и вкарва 6 гола, с което помага на отбора да спечели промоция за Първа дивизия През лятото на 2007 преминава в Селта Виго, където играе под ръководството на Христо Стоичков. След като Стоичков напуска отбора, Манчев губи титулярната си позиция и впоследствие напуска тима. През пролетта на 2008 играе отново в Валядолид, а от 22 октомври 2008 се завръща в ЦСКА.
Само три дни след повторното завръщане в ЦСКА на 25 октомври 2008 г. допринася за победата на своя отбор с 2:1 срещу ПСФК Черноморец (Бургас) в домакинския мач от А ПФГ, като отбелязва и двата гола. В следващия кръг на А ПФГ напуска контузен в началото на първото полувреме в дербито с „Левски“. След излекуваната контузия се завръща на терена в домакинския мач срещу „Литекс“ от 14-ия кръг на А ПФГ, игран на 23 ноември. ЦСКА побеждава с 2:0 като и двата гола са дело на Манчев. Получава злощастна контузия в последния 15-и кръг на полусезона срещу Локомотив Мездра (2:2 като основна заслуга и за двата гола има Манчев), която му попречва да играе до края на сезона.
Манчев се завръща във футбола през 2010/2011 година, като води предсезонна подготовка с отбора на Академик (София), но получава предложение от Локомотив (София) и подписва договор с железничарите за 3 години.
През зимната пауза на 2018 г. е назначен заедно с Христо Янев като скаут в ЦСКА. Помощник на временния треньор на ЦСКА, Христо Янев.

## Успехи
- Носител на Купа на България за 1999 с ЦСКА.
- Вицешампион през 2000 и 2001 и бронзов медалист през 2002 г.
- Има 93 мача и 42 гола в А група
- За 16 мача и 6 гола за Купата на УЕФА (13 (5) с ЦСКА и 3 (1) с Лил)
- Участник на ЕВРО 04 в Португалия.
- Има 19 мача и 3 гола за националния отбор.
- Носител на Купа на България за 2016 с ЦСКА (като помощник-треньор)
- Шампион на Югозападна В група за 2015/2016 г. с ЦСКА (София) (като помощник-треньор)

## Статистика по сезони
| Сезон       | Отбор                           | Държава  | Първенство       | Първенство | Първенство | Първенство | Първенство | Европа | Европа | Европа |
| Сезон       | Отбор                           | Държава  | Дивизия          | Мачове     | Голове     | Картони    | Картони    | Турнир | Мачове | Голове |
| ----------- | ------------------------------- | -------- | ---------------- | ---------- | ---------- | ---------- | ---------- | ------ | ------ | ------ |
| Сезон       | Отбор                           | Държава  | Дивизия          | Мачове     | Голове     | Ж          | Ч          | Турнир | Мачове | Голове |
| 1996/97     | ПФК Спартак (Плевен) (под наем) | България | А група          | 4          | 1          | ?          | -          | /      | -      | -      |
| есен 1997   | Янтра (Габрово)                 | България | Б група          | 16         | 3          | ?          | -          | /      | -      | -      |
| пролет 1998 | Хебър (Пазарджик)               | България | В група          | 21         | 15         | ?          | -          | /      | -      | -      |
| 1998/99     | ЦСКА (София)                    | България | А група          | 8          | 2          | ?          | 1          | /      | -      | -      |
| 1999/00     | ЦСКА (София)                    | България | А група          | 22         | 3          | ?          | -          | КУ     | 3      | 1      |
| 2000/01     | ЦСКА (София)                    | България | А група          | 24         | 15         | ?          | -          | КУ     | 4      | 0      |
| 2001/02     | ЦСКА (София)                    | България | А група          | 25         | 21         | ?          | -          | КУ     | 6      | 4      |
| 2002/03     | Лил                             | Франция  | Лига 1           | 35         | 7          | ?          | -          | /      | -      | -      |
| 2003/04     | Лил                             | Франция  | Лига 1           | 30         | 13         | ?          | -          | /      | -      | -      |
| есен 2004   | Лил                             | Франция  | Лига 1           | 1          | 0          | ?          | -          | ИТ     | 3      | 1      |
| 2004/05     | Леванте                         | Испания  | Примера дивисион | 32         | 6          | ?          | -          | /      | -      | -      |
| 2005/06     | Леванте                         | Испания  | Сегунда дивисион | 28         | 7          | ?          | -          | /      | -      | -      |
| есен 2006   | Леванте                         | Испания  | Примера дивисион | 0          | -          | -          | -          | /      | -      | -      |
| пролет 2007 | →Реал Валядолид (под наем)      | Испания  | Сегунда дивисион | 10         | 3          | ?          | -          | /      | -      | -      |
| есен 2007   | Селта Виго                      | Испания  | Сегунда дивисион | 8          | 0          | -          | -          | /      | -      | -      |
| пролет 2008 | Реал Валядолид                  | Испания  | Примера дивисион | 5          | 0          | ?          | -          | /      | -      | -      |
| 2008/09     | ЦСКА (София)                    | България | А група          | 9          | 5          | ?          | -          | /      | -      | -      |